# Альба (фітопрепарат)
«Альба» – фітопрепарат на основі екстракту кореня перстачу білого (лат. Potentilla alba L.) для нормалізації функції щитоподібної залози. В Україні зареєстрований як дієтична добавка.

## Форма випуску
Желатинові капсули. 

## Склад
Основний компонент: сухий екстракт кореня перстачу білого (Potentilla alba L.) - 300 мг. 

## Механізм дії
Дія фітопрепарата «Альба» заснована на тиреотропній активності основного компонента - екстракту перстачу білого.
Екстракт кореня перстачу білого є природним джерелом речовин, необхідних для нормалізації функціональної активності щитоподібної залози (ЩЗ) - містить елементарний йод, аніон йодистий кислоти (у вигляді йодидів, йодатів і йод-органічних сполук).     ; мікроелементи марганець, цинк, мідь, селен, кобальт, залізо, кремній, алюміній  , а також біологічно активні речовини, що відповідають за антирадикальну і мембраностабілізуючу активності, флавоноїди - галотаніни, ірідоіди, сапоніни, флавоноїди, фенолкарбонові кислоти, ретиноїди, дубильні речовини (що регулюють проникність і еластичність клітинних мембран і стінок кровоносних судин, запобігають склеротичним змінам, нейтралізують вільні радикали).   
За рахунок дії складових речовин екстракту кореня перстачу білого сприяє відновленню морфологічної структури і об'єму щитоподібної залози, нормалізує синтез тиреоїдних гормонів за рахунок стабілізації мембран тиреоцитів.     Особливістю фітопрепарата «Альба» є високий вміст стандартизованого екстракту кореня перстачу білого - 300 мг в 1 капсулі. 
Для виробництва екстракту використовується тільки підземна частина (корінь) рослини, оскільки в дослідженнях доведено, що саме в корінні перстачу білого у високих концентраціях містяться мікроелементи і біологічно активні речовини, що впливають на функцію щитоподібної залози. Наземна частина рослини не має тиреотропних властивостей.   
Такий підхід гарантує стабільний вміст активних інгредієнтів (мікроелементів, органічних речовин) незалежно від періоду виробництва, що підтверджується Європейським сертифікатом якості і спектральним біохімічним аналізом використовуваної сировини (екстракту кореня перстачу білого). 

## Рекомендації до застосування
- Гіпотиреоз (гіпофункція щитоподібної залози)
- Гіпертиреоз (гіперфункція щитоподібної залози, тиреотоксикоз, дифузний токсичний зоб або хвороба Базедова-Грейвса)
- Аутоімунний тиреоїдит (тиреоїдит Хашимото, хронічний аутоімунний тиреоїдит)
- Ендемічний і еутиреоїдний зоб (дифузний, вузловий, багатовузловий)
- Гіперплазія щитоподібної залози.

## Клінічні дослідження
Ефективність та безпечність фітопрепарату «Альба» при захворюваннях щитоподібної залози підтверджена клінічними дослідженнями в кількох наукових центрах України.    
Курсове застосування (6 міс. і більше) фітопрепарату «Альба» дозволяє досягти зменшення об’єму і нормалізації структури тканини щитоподібної залози (за даними УЗД) у 82-87% пацієнтів з тиреоїдною патологією, сприяє відновленню функціонального стану щитоподібної залози та гормонального статусу.    
Виражений ефект корекції рівня тиреоїдних гормонів спостерігається через 12 тижнів регулярного застосування «Альба».
Використання Альба в комплексній терапії сприяє зменшенню добової дози гормональних або тиреостатичних препаратів, знижує ризик виникнення ускладнень, запобігає появі рецидивів.  
При дифузному нетоксичному зобі (ендемічний, еутиреоїдний зоб) за даними декількох клінічних досліджень вживання фітопрепарату «Альба» сприяло зменшенню об’єму щитоподібної залози (на 12-45%, в залежності від вихідних показників та тривалості прийому) і нормалізації структури тканини щитоподібної залози (за даними УЗД).   . Найбільша ефективність Альби відзначена у пацієнтів, які отримували лікування протягом 6 місяців  
У хворих з вузловим зобом на фоні застосування фітопрепарату «Альба» протягом 6 місяців відзначено поступове зменшення розмірів (і числа) вузлових утворень, а також зафіксоване виражене зменшення (на 10-30%) загального об’єму щитоподібної залози при курсовому застосуванні.  
У пацієнтів з гіпотиреозом в міру відновлення тиреоїдного статусу зменшувалися такі прояви, як млявість, швидка стомлюваність, сонливість, сухість шкіри, набряклість обличчя, ламкість і смугастість нігтів, випадіння волосся; поліпшувалася пам'ять, зменшувалась вага, відновлювався менструальний цикл. Було відзначено компенсацію гіпотиреозу у 87,6% пацієнтів основної групи і 85,8% в контрольній групі відповідно. При порівнянні динаміки розміру зоба було виявлено достовірне зменшення сумарного об’єму щитоподібної залози достовірно вище у основної групи, пацієнти якої вживали фітопрепарат «Альба». Таким чином, включення фітопрепарату «Альба» в схему традиційної терапії лівотироксином (L-тироксином) у хворих з гіпотиреозом дозволяє більш ефективно зменшувати розміри зобу при однаково ефективній компенсації гіпотиреозу.
У пацієнтів з тиреотоксикозом (гіпертиреоз; дифузний токсичний зоб, або хвороба Базедова-Грейвса) при прийомі фітопрепарату «Альба» зменшувався тремор, тахікардія, пітливість, поліпшувався емоційний стан. Ряд пацієнтів відзначав зниження відчуття тиску на шиї. 
Кількість пацієнтів, у яких досягнуто компенсацію захворювання, була достовірно вищою у групі, яка отримувала традиційну терапію з тиреостатичними засобами одночасно з вживанням фітопрепарату «Альба» - 75% (проти 48,6% у контрольній групі пацієнтів, яка приймала виключно тиреостатики). Крім того, в основній групі відзначалося й достовірне більш значиме зменшення розміру зобу у порівнянні з контрольною групою. Через 2 місяці лікування у пацієнтів з дифузним токсичним зобом в групі застосування «Альба» значно знизилася потреба у тиреостатичних препаратах на 25% (24,3 мг в основній групі проти 32,1 мг у контрольній). 
В ході комбінованого лікування із застосуванням тиреостатичних препаратів і фітопрепарату «Альба» у пацієнтів з дифузним токсичним зобом у 82,4% пацієнтів відзначене зменшення об’єму щитоподібної залози. Також відзначалася нормалізація рівня тиреотропного гормону (ТТГ) в крові.  При цьому більш виражена динаміка поліпшення була в групі пацієнтів, які отримували фітопрепарат «Альба» протягом 6 місяців. 
Важливим показником ефективності проведеного лікування у пацієнтів з дифузним токсичним зобом було зниження рівня тиреостимулюючих аутоантитіл до рецептора ТТГ (АТ-рТТГ).   
У пацієнтів з хронічним аутоімунним тиреоїдитом (тиреоїдит Хашимото) на стадії еутиреозу за 6 місяців відзначене не лише зменшення об’єму щитоподібної залози, але й зниження рівня ТТГ (досягнення ідеальних цільових значень). Таким чином, при аутоімунних процесах фітопрепарат «Альба» довів не лише свою безпечність, але й підтвердив тенденцію до відновлення функціонального стану щитоподібної залози.    Відзначене скорочення термінів досягнення цільового рівня ТТГ і тривалості лікування тиреоїдної патології.
У дітей віком від 9 до 18 років досліджувалась ефективність фітопрепарату «Альба» при патології щитоподібної залози. Найвища ефективність «Альба» відзначена у пацієнтів-дітей з дифузним токсичним зобом та вузловими утвореннями в щитоподібній залозі за умови вживання фітопрепарату протягом 6 місяців.
Перед дослідженням діти з дифузним токсичним зобом перебували у стані неповної ремісії (середній ТТГ - 0,51). На УЗД − значне дифузне збільшення щитоподібної залози. Фітопрепарат «Альба» призначався для нормалізації функції щитоподібної залози і профілактики рецидиву дифузного токсичного зобу, оскільки більшість дітей перебували в пубертатному періоді. Після 6 місяців використання фітопрепарату об’єм щитоподібної залози зменшився на 24,2%, ТТГ виріс у 3 рази і досяг цільових показників, сформувалась стійка ремісія.
У дітей з вузловими утвореннями в щитоподібній залозі після 6-місячного лікування з фітопрепаратом «Альба» за результатами УЗД- дослідження об’єм щитоподібної залози зменшився на 21,8%, вузлові утворення у 3-х пацієнтів зникли, у 2-х пацієнтів визначалося лише одне утворення з двох, у 4-х пацієнтів  відзначене зменшення вузлових утворень, в середньому, на 60%.
При аутоімунному тиреоїдиті з субклінічним тиреотоксикозом після лікування фітопрепаратом «Альба» протягом 3-х місяців об’єм щитоподібної залози зменшився на 17,2%,  із зобом I ст. − на 20,9%. У всіх дітей з субклінічним тиреотоксикозом ТТГ виріс до нормальних показників.
В ході дослідження відзначена безпечність фітопрепарату «Альба» при тривалому прийомі (3-6 місяців) і відсутність побічних ефектів. Оптимальний курс прийому «Альба» − 3-6 місяців, режим дозування по 1 капсулі 2 рази на день.

## Спосіб застосування та дозування
З метою нормалізації об’єму та функціонального стану щитоподібної залози фітопрепарат «Альба» вживати дорослим та дітям старше 12 років по 1 капсулі 2 рази на добу за 15 хвилин до прийому їжі, запиваючи питною водою. 
Мінімальна тривалість курсу споживання - 2 місяці. За призначенням лікаря курс споживання може становити 6 і більше місяців. За необхідності курс споживання можна повторити через 2-3 місяці. 

## Протипоказання
Вагітність і період лактації, індивідуальна непереносимість компонентів. 

## Побічні ефекти і передозування
Побічні ефекти при застосуванні фітопрепарату «Альба» (в тому числі, при тривалому прийомі протягом 6 місяців і більше) не спостерігалися. Випадки передозування не описані.    